# Eau Claire (Pensilvania)
Eau Claire es un borough ubicado en el condado de Butler en el estado estadounidense de Pensilvania. En el año 2000 tenía una población de 355 habitantes y una densidad poblacional de 100 personas por km².

## Geografía
Eau Claire se encuentra ubicado en las coordenadas 41°8′7″N 79°47′52″O / 41.13528, -79.79778.

## Demografía
Según la Oficina del Censo en 2000 los ingresos medios por hogar en la localidad eran de $31,181 y los ingresos medios por familia eran $32,083. Los hombres tenían unos ingresos medios de $29,125 frente a los $19,500 para las mujeres. La renta per cápita para la localidad era de $14,383. Alrededor del 15.3% de la población estaba por debajo del umbral de pobreza.